# 노바야라도가

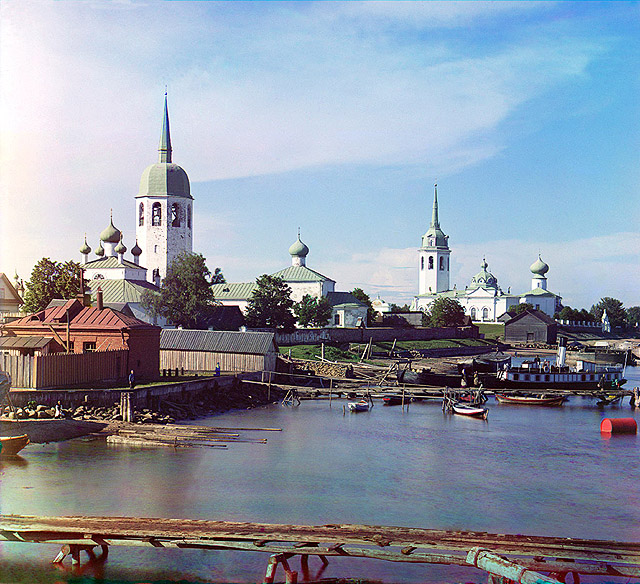
노바야라도가의 니콜로 메드베뎁스키 수도원(1911년에 촬영한 사진)

노바야라도가(러시아어: Но́вая Ла́дога)는 러시아 레닌그라드주 중부에 위치한 도시로 인구는 9,920명(2002년 기준)이다. 상트페테르부르크(레닌그라드 주의 주도)에서 동쪽으로 140 km 정도 떨어진 곳에 위치하며 라도가호에서 볼호프강으로 유입되는 지점과 접한다. 인근에는 고대 도시인 스타라야라도가가 있다.
1704년 러시아 제국의 표트르 1세 황제의 칙령에 따라 조선소가 건설되었고 수도원이 요새 역할을 담당하게 되었다. 18세기와 19세기 라도가 운하와 볼가~발트해 수로가 건설되면서 크게 발전했다.